# 小早川正平
小早川 正平（こばやかわ まさひら）は、戦国時代の武将。安芸の国人領主。沼田小早川氏の当主。
大永3年（1523年）、小早川興平の長男として生まれる。大永6年（1526年）、父の死去により家督を継いで当主となる。はじめ大内氏に従属していたが、天文8年（1539年）に大内氏を裏切って尼子氏に従属しようとした。しかし事前に大内義隆に事が露見したため、義隆によって派遣された大内軍によって居城の高山城を占領され、さらに大内氏の城番を派遣されて監視下に置かれることとなった。
天文11年（1542年）、大内義隆が出雲遠征を開始すると（月山富田城の戦い）、それに従軍した。しかし大内軍が大敗を喫して全軍撤退となったとき、義隆より殿軍を命じられ、天文12年（1543年）5月9日に尼子軍の攻撃を受けて出雲鳶巣川にて21歳で討死した。長男の繁平が跡を継いだ。後に義隆の横槍で平賀氏を継いだ平賀隆保は従弟に当たる。